# Чемпионат мира по волейболу среди мужских клубных команд 2018
14-й чемпионат мира по волейболу среди мужских клубных команд пройдёт с 26 ноября по 2 декабря 2018 года в Радоме, Жешуве и Ченстохове (Польша) с участием 8 команд.

### Команды-участницы[1]
«Скра» (Белхатув, Польша) — команда страны-организатора;
 «Эрдекан» (Эрдекан, Иран)
 «Зенит» (Казань, Россия)
 «Сада Крузейро» (Белу-Оризонти, Бразилия)
 «Ресовия» (Жешув, Польша)
 «Кучине-Лубе» (Чивитанова-Марке, Италия)
 «Трентино» (Тренто, Италия)
 «Факел» (Новый Уренгой, Россия) — уайлд-кард;

## Составы корзин
| Корзина A     | Корзина B       |
| ------------- | --------------- |
| «Зенит»       | «Ресовия»       |
| «Кучине-Лубе» | «Сада Крузейро» |
| «Скра»        | «Трентино»      |
| «Факел»       | «Эрдекан»       |